# Iulius Firmicus Maternus
Julius Firmicus Maternus (ur. ok. 280, zm. ok. 360) – żyjący w IV wieku pisarz.
Pisał w języku łacińskim. W latach 335–337 napisał liczące 8 ksiąg dzieło Mathesis, zawierające przegląd zagadnień związanych z astrologią. Po przyjęciu w 347 roku chrześcijaństwa napisał apel do cesarzy Konstancjusza i Konstansa, De errore profanarum religionum (Jak nieświadomi błądzą w wierze), o walce z pogaństwem.